# Danilo Poggiolini
Danilo Poggiolini (Rocca San Casciano, 15 settembre 1932) è un ex politico, scrittore ed ex medico italiano.

## Biografia
Presidente della Federazione nazionale degli ordini dei medici chirurghi e degli odontoiatri (FNOMCeO) verso la fine degli anni '70 è stato promotore della nascita del Servizio Sanitario Nazionale, mentre nella metà degli anni '90 ha apportato per la prima volta dopo oltre un ventennio delle modifiche al Codice Deontologico della categoria, specialmente in merito al rapporto medico/paziente ed al consenso informato. Precedentemente è stato Presidente dell'Ordine di Torino per oltre 18 anni; Segretario Nazionale del principale sindacato dei medici di famiglia (FIMMG) e successivamente Presidente; socio fondatore della Società Italiana di Medicina Generale (SIMG).
Iscritto al Partito Repubblicano Italiano. Dopo essere stato Consigliere Comunale a Moncalieri e poi a Torino e tre legislature alla Camera dei deputati ('83, '87, '92) è stato eletto deputato al Parlamento europeo alle elezioni del 1994, per le liste del Patto Segni. È stato vicepresidente della Commissione per la protezione dell'ambiente, la sanità pubblica e la tutela dei consumatori ed anche dell'Assemblea paritetica della convenzione fra gli Stati dell'Africa, dei Caraibi e del Pacifico e l'Unione europea (ACP-UE); membro della Delegazione per le relazioni con la Repubblica Popolare Cinese e della Delegazione per le relazioni con la Russia. La sua relazione sulla malattia di Alzheimer presentata al Parlamento Europeo è stata una delle rare approvate all'unanimità.
Alle successive elezioni europee del 1999 venne ricandidato da I Democratici, senza risultare eletto. In seguito, con la moglie Carla Mazzuca Poggiolini militò nel Movimento Repubblicani Europei (nel centrosinistra), fin quando il Movimento tornò a confluire nel Partito Repubblicano.

## Opere

### Saggistica
- Mentre è Papa Francesco - Il possibile dialogo fra un credente e un agnostico, Roma, Gangemi Editore, 2013. ISBN 978-88-492-2579-2.
- Un estraneo nel Palazzo - Dalle associazioni mediche alla politica, Firenze, Phasar Edizioni, 2013. ISBN 978-88-6358-186-7.
- Un'Italia scomparsa - Dagli anni Trenta agli anni Sessanta del Novecento, Firenze, Phasar Edizioni, 2014. ISBN 978-88-6358-260-4.

### Narrativa
- Marta e il suo tempo - Una donna libera a Roma, mentre cade il Duce, arrivano le bombe e lo scontro fra italiani, Roma, Edizioni Efesto, 2019. ISBN 978-8833810997.
- Delitti al Caffè Greco, Firenze, Phasar Edizioni, 2021. ISBN 9788863586510.
- Assassinio a Ponte Milvio, Firenze, Phasar Edizioni, 2022. ISBN 9788863586909
- Quelli del Circolo, Firenze, Phasar Edizioni, 2023. ISBN 9788863587494.